# 네르갈 (충돌구)

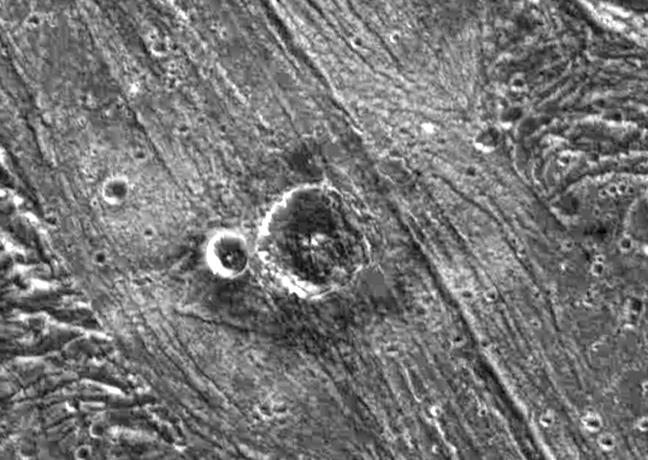
갈릴레오 호가 촬영한 네르갈 충돌구.

네르갈 충돌구는 가니메데의 충돌구 중 하나이다. 메소포타미아 신화에 나오는 신 네르갈의 이름을 따서 지어졌으며 길이는 9.3km이다. 분화구의 주변은 어둡고 먼 지역은 밝은 독특한 분출물로 덮여 있다. 분출물의 내부 영역은 액체(또는 녹은 고체)의 흐름으로 보이는 열편 모양의 외관이 특징이다. 이 흐름은 충돌구의 형성에 영향을 준 에너지에 의해 표면의 얼음이 녹은 흔적으로 보인다.